# クックの初期農業遺跡
クックの初期農業遺跡（クックのしょきのうぎょういせき）は、パプアニューギニア南部にある7000年以上前にまで遡る農業の遺跡である。2008年にパプアニューギニア初の世界遺産に登録された。

## 概要
クックは、ニューギニア島の南部山岳州にある湿地で、100年以上前には伝統的なバナナ栽培が行われていた。1950年代以降には、入植していたヨーロッパ人たちによって、コーヒーや茶のプランテーションが営まれた。1970年以降に発掘調査が行われ、様々な時代の農業の痕跡が確認されるようになった。当初は、栽培されていた植物の痕跡は確認されていなかったが、21世紀に入ってからのティム・デナム（Tim Denham, フリンダーズ大学）らの調査で、タロイモやバナナを栽培していたことが確認された。
遺跡は大きく3期に分けることができる。最も古い遺跡は7000年から10000年ほど前まで遡るものである。発見されているのは、植物を植えていた穴や掘った穴の跡である。タロイモやヤムイモの加工に用いられたと考えられる石器類も発見されている。その次の段階に位置している遺跡は、7000年から6400年ほど前のものである。発見されているのは、バナナやヤムイモの栽培に関係あった盛り土の跡などである。最も新しい遺跡は4350年から3980年ころのもので、バナナ栽培に関わる干拓用の水路跡などが発見されている。

## 登録経緯
パプアニューギニア初の世界遺産である。オセアニアの島嶼には、モアイで有名な文化遺産「ラパ・ヌイ国立公園」（チリ領）があり、独立国の世界遺産としてはソロモン諸島の自然遺産「東レンネル」がある。しかし、独立した島嶼国家の文化遺産として登録されたのは、この「クックの初期農業遺跡」および同年に登録された「ロイ・マタ首長の領地」（バヌアツ）が初である。
ユネスコの事務局長松浦晃一郎によれば、世界遺産が真に世界を代表するものとなることを目指したグローバル戦略の一環で、ユネスコとしても太平洋の島嶼国家に対して登録候補の選定などの協力をしてきたといい、この登録もその延長線上に存在するようである。

## 登録基準
文化遺産としてのカテゴリは、「サイト」であり、なおかつ「文化的景観」である。
この世界遺産は世界遺産登録基準のうち、以下の条件を満たし、登録された（以下の基準は世界遺産センター公表の登録基準からの翻訳、引用である）。
- (3) 現存するまたは消滅した文化的伝統または文明の、唯一のまたは少なくとも稀な証拠。
- (4) 人類の歴史上重要な時代を例証する建築様式、建築物群、技術の集積または景観の優れた例。

登録に当たっては、他の地域と独立した非常に古い農業の遺跡である点や、農業技術の発展の段階を伺う上で優れた例である点などが評価された。
パプアニューギニア当局は基準(5)、すなわち
- (5) ある文化（または複数の文化）を代表する伝統的集落、あるいは陸上ないし海上利用の際立った例。もしくは特に不可逆的な変化の中で存続が危ぶまれている人と環境の関わりあいの際立った例。

の適用も求めていたが、既に伝統的な農業用地としての重要性が失われているという判断から、適用は見送られた。